# 好並隆司
好並 隆司（よしなみ たかし、1929年4月19日 - 2010年9月23日 ）は日本の歴史学者、社会運動家。専門は中国古代史。

## 略歴
京都府京都市生まれ。高校時代、平和運動に目覚める。1947年、岡山大学法文学部文学科1期生入学。1948年日本共産党入党。開学期の岡山大学学生運動を指導する。
岡山大学卒業後は広島大学大学院文化研究科を経て岡山大学文学部教官となる。
1961年、春日庄次郎らとともに日本共産党を批判、除名される。社会主義革新運動創設に参加し、その後共産主義労働者党に参加。
ベ平連岡山に参加。
1969年、岡山大学闘争に際しては入試拒否27教官に名前を連ねる。
1973年、岡山大学教養部教官坂本守信の解雇処分に反対する教養部バリケード封鎖では学生らとともに教養部構内に立てこもる。不退去罪で逮捕され、訓告処分を受ける。
財団法人岡山部落解放研究所設立に関わり理事に就任する。岡山県同和教育研究協議会を結成し、会長に。全国大学同和教育研究協議会副会長などを務める。
岡山大学文学部長、岡山大学附属図書館長などを歴任し、定年退官。退官後は放送大学センター長、岡山女子短期大学教授、別府大学大学院教授などを務める。
2010年9月23日死去。
岡山商科大学元教授の好並英司は弟。近畿大学総合社会学部教授の好並晶は長男、大阪商業大学大学院地域政策学研究科・経済学部教授の石上敏は二女の夫。

## 著書

### 単著
- 『秦漢帝国史研究』 （未来社, 1978年）
- 『商君書研究』 （渓水社, 1992年）
- 『前漢政治史研究』 （研文出版, 2005年）

### 共著
- 好並隆司『明治初年解放令反対一揆の研究』明石書店、1987年。doi:10.11501/12143305。 NCID BN01390278。全国書誌番号:87029717。